# Артюх Юрій Іванович
Ю́рій Іва́нович А́ртюх (нар. 4 серпня 1980, Київ — пом. 2 вересня 2014) — сержант Збройних сил України, учасник російсько-української війни.

## Життєпис
Народився 1980 року в місті Київ. Навчався у київській школі № 261, в старші класи ходив до школи № 111 — перевівся задля можливості прослухати курси водіїв, та автослюсарів. Здобув професію будівельника, започаткував невелике приватне підприємство з виготовлення і монтажу пластикових вікон. Працював завскладом на будові у Броварах.
У квітні 2014-го сам пішов до військкомату. На війну пішов, навчаючись заочно на третьому курсі Київського політехнічного інституту. Відбув у зону проведення бойових дій 14 травня 2014-го, командир відділення, 12-й батальйон територіальної оборони «Київ». У середині серпня побував удома в п'ятиденній відпустці, склав сесію та 18 серпня — у день народження батька — відбув назад на фронт.
Загинув 2 вересня 2014-го о 15:00 під час артилерійського обстрілу в Луганську — Жовтневий район, мікрорайон Красний Яр. У тому часі дістав наказ вивезти матеріальні цінності взводу з місця дислокації; від'їхав від блокпоста 150 метрів, коли в машину поцілили 2 міни, Юрій загинув на місці.
Без сина лишились батьки.
Похований у місті Київ, кладовище «Лісове».

## Нагороди та вшанування
За особисту мужність і героїзм, виявлені у захисті державного суверенітету та територіальної цілісності України, вірність військовій присязі під час російсько-української війни, відзначений — нагороджений
- 14 березня 2015 року — орденом «За мужність» III ступеня (посмертно)[1]
- на школі № 261 встановлено меморіальну дошку випускнику Юрію Артюху.
- Його портрет розміщений на меморіалі «Стіна пам'яті полеглих за Україну» у Києві: секція 4, ряд 6, місце 13
- медаль ВГО «Країна» «Доброволець АТО» (посмертно)
- Вшановується в меморіальному комплексі «Зала пам'яті», в щоденному ранковому церемоніалі 2 вересня[2]